# Le Vaulmier

Le Vaulmier este o comună în departamentul Cantal, Franța. În 1 ianuarie 2022 avea o populație de 61 de locuitori.